# Heterusia plagia
Heterusia plagia là một loài bướm đêm trong họ Geometridae.